# Promachus amorges
Promachus amorges är en tvåvingeart som först beskrevs av Walker 1849.  Promachus amorges ingår i släktet Promachus och familjen rovflugor. Inga underarter finns listade i Catalogue of Life.